# Inčukalns
Inčukalns er et byområde med 2.069 indbyggere (2015) i Letland 40 kilometer nordøst for Riga og centrum for administrative områder af samme navn – Inčukalna novads og Inčukalna pagasts. Byområdet opstod omkring godset Hinzenberg, hvilket også er byområdets tyske exonym. Inčukalns fik et økonomisk opsving efter jernbanestationen blev opført i cirka 1885. Også i sovjet-tiden voksede byen, da industrier flyttede til Inčukalns såvel som et dyreopdræt. Europavej E264 ender ved Inčukalns, hvor den løber ud i Europavej E77, som fortsætter mod hovedstaden Riga.

## Literatur
- Heinz zur Mühlen: Baltisches historisches Ortslexikon, Tl. 2, Lettland (Südlivland und Kurland), ISBN 978-3-41206-889-9
- Latvijas Pagastu Enciklopēdeija (2002) ISBN 9984-00-436-8

57°5′47″N 24°41′15″Ø / 57.09639°N 24.68750°Ø